# 樺島忠夫
樺島 忠夫（かばしま ただお、1927年7月12日 - 2018年11月3日）は、日本の国語学者、大阪府立大学名誉教授。
文章における言葉の使用頻度の量的な統計から日本語を分析する手法が専門。国語教科書の編集に関わるほか、文章作法に関する著書も多く手がける。著書に『文章作成の技術』(1990年)、『文章表現法』(1999年)、『日本語探検』(2004年)などがある。

## 来歴・人物
中華民国撫順市生まれ。京都大学文学部文学科卒業。西京大学講師、京都府立大学助教授、教授、大阪府立大学教授、1991年定年退官、名誉教授、神戸学院大学教授。日本漢字能力検定協会評議員、日本語文章能力検定協会顧問。

## 著書

### 単著
- 『表現論 ことばと言語行動』綜芸舎 1963
- 『プログラム学習による統計調査法入門』綜芸舎 1965
- 『文章工学 表現の科学』1967 三省堂新書
- 『表現の解剖 続文章工学』1968 三省堂新書
- 『情報創造 情報化時代の発想法』三省堂 1969
- 『情報・文章・システム "書く"とはどんな行動か』毎日新聞社 1970
  - 『書くことの意味 情報・文章・システム 改訂新版』毎日新聞社 1977.10
- 『文章作法 表現力で遅れをとるな』日本経済新聞社 1970
- 『日本のことば』ポプラ社 ポプラ・ブックス 1974
- 『日本語のスタイルブック』大修館書店 1979.4
- 『日本の文字 表記体系を考える』1979.2 岩波新書
- 『文章構成法』1980.8 講談社現代新書
- 『日本語はどう変わるか 語彙と文字』1981.1 岩波新書
- 『よい作文の書き方』ポプラ社 ポプラ・ブックス 1984
- 『文章作成の技術 知的ワープロ・パソコン利用』三省堂 1992.4
- 『日本語文章能力検定読本2-4級』日本漢字能力検定協会監修 オーク 1997
- 『文章表現法 五つの法則による十の方策』1999.3 角川選書
- 『平安の闇』2000.7 勉誠新書
- 『文章術 「伝わる書き方」の練習』2002.12 角川oneテーマ21
- 『まだまだ磨ける国語力 言葉の点検ワークブック』2003.8 角川oneテーマ21
- 『日本語探検 過去から未来へ』2004.2 角川選書
- 『楽しく身につく日本語教室』2008.12 角川文庫

### 共編著
- 『現代のことば』阪倉篤義、寿岳章子共著 1960 三一新書
- 『文体の科学』寿岳章子共著 綜芸舎 1965
- 『日本の文章資料』寿岳章子共編 綜芸舎 1967
- 『国語表現法概説』寿岳章子共著 有精堂出版 新集国語学叢刊 1968
- 『知的行動のプログラム 着想から実行までの手順』堀場宏子共著 日本経済新聞社 1972
- 『新文章工学』佐竹秀雄共著 1978.10 三省堂選書
- 『文章作法事典』東京堂出版 1979.3
- 『作文指導事典』中西一弘共編 東京堂出版 1980.9
- 『明治大正新語俗語辞典』飛田良文、米川明彦共編 東京堂出版 1984.5
- 『地名人名付用字用語辞典』杉浦勝共著 大修館書店 1988.5
- 『福武国語辞典』植垣節也、曽田文雄、佐竹秀雄共編 福武書店 1989.9
- 『日本語チェック2000辞典』植垣節也、内田満、佐竹秀雄共編 京都書房 1993.3
- 『基礎からマスター小論文』植垣節也共著 三省堂 1994.7
- 『学校文書集』徳廣郁也、杉浦勝共編 勉誠出版 2000.10
- 『日本語力』角川書店 2000.2
- 『文章構成の基本大事典 すぐ役立ち書き方が身につく』編・監修 勉誠出版 2000.1
- 『竹取物語絵巻 本物の絵巻を現代語で読む』勉誠出版 2003.1